# Saison 1990-1991 du FC Sochaux-Montbéliard
Cet article contient diverses informations sur la saison 1990-1991 du Football Club Sochaux-Montbéliard, un club de football français basé à Montbéliard.

## Résultats en compétitions nationales
- 48e saison en Division 1 : 18e/20  (8V, 16N, 14D) 24 buts marqués, 33 buts encaissés.
- Coupe de France: élimination en Quart de finale par le Rodez Aveyron Football.

## Transferts

### Mercato d'été
| Nom              | Nationalité | Contrat     | Provenance/Destination |
| Arrivées         |             |             |                        |
| -                | -           | -           | -                      |
| Départs          |             |             |                        |
| Jean-Marc Frotey | France      | prêt (1 an) | RC Strasbourg          |